# Hans Ulrich Baumberger
Hans Ulrich Baumberger (Herisau, 7 aprile 1932 – 31 ottobre 2022) è stato un dirigente d'azienda e politico svizzero.

## Biografia
Figlio di Ulrich, maestro fornaio, pasticciere e giudice del tribunale d'appello. Dopo le scuole primarie e secondarie a Herisau, conseguì la maturità commerciale alla scuola cantonale di San Gallo. Studiò economia aziendale all'Università di San Gallo, dove ottenne il dottorato nel 1961; dal 1955 al 1963 collaborò all'istituto di economia aziendale. Direttore commerciale della Suhner & Co AG dal 1964 al 1969, ebbe un ruolo decisivo nella fusione di questa azienda con la R. & E. Huber AG di Pfäffikon.
Dopo aver diretto la filiale di Herisau della Huber+Suhner AG dal 1969 al 1980, nel 1980 aprì un proprio ufficio di consulenza aziendale a Herisau. Ha fatto parte del consiglio di amministrazione di varie medie e grandi aziende industriali o di servizio, come Hasler AG, Ascom Holding AG, Swissair, SIG-Holding Neuhausen, e Banca Vontobel. Sposò Elisabeth Zobrist, figlia di Werner Gottfried, direttore della Ferrovia appenzellese.
Presidente cantonale del Partito Liberale Radicale e deputato al Gran Consiglio di Appenzello Esterno dal 1978 al 1984, è stato Consigliere nazionale dal 1971 al 1975 e Consigliere agli Stati dal 1975 al 1983. Membro e presidente di numerose commissioni parlamentari, si è particolarmente distinto in materia di politica economica e come sostenitore di un esercito forte.